# Judith McNaught
Judith McNaught (född 10 maj 1944) är en författare till mer än ett dussin bästsäljare inom genren historiska och samtida kärleksromaner, med 30 miljoner exemplar av hennes böcker tryckta. Hon var också den första kvinnliga producenten vid en CBS-radiostation.  McNaught är känd för att ha uppfunnit subgenren Regency Historiska kärleksromaner.

## Den tidiga karriären
McNaught föddes den 10 maj 1944 i San Luis Obispo, hon tog examen i affärsekonomi vid Northwestern University. Hon gifte sig med en tandläkare i St. Louis och fick två barn, en dotter, Whitney, och en son, Clayton, innan de skildes.
Innan hon gjorde succé som författare, hade McNaught arbetat som biträdande regissör för ett filmbolag, biträdande controller på ett större lastbilsföretag, ordförande i en tillfällig anställningsbyrå, och ordförande i ett chefsrekryteringsföretag. Hon var också den första kvinnliga producenten vid en CBS-radiostation.
Hon mötte sin andre man, Michael "Mike" McNaught, då hon arbetade som biträdande producent för en grupp filmare, som arbetade med en film för General Motors. McNaught var PR-chef för företaget. Tillsammans hade de sju barn, hennes två och hans fem från tidigare äktenskap. Hennes man uppmuntrade henne att skriva och köpte henne en ny skrivmaskin och var ett stöd genom de år som förlagen refuserade hennes romaner.
McNaughts första manus var Whitney, My Love, som hon skrev mellan 1978 och 1982. Efter att ha mött svårigheter i att publicera romanen, skrev hon och publicerade Tender Triumph i början av 1982. Hon mottog bokomslaget till Tender Triumph den 20 juni 1983 – samma dag som hennes man dödades i en olycka.

## Succé
Whitney, My Love, hennes första manus, gavs slutligen ut 1986, efter att McNaught hade befäst sin position med två framgångsrika romaner. Ovetande om att det fanns regler som de flesta böcker i Regency-serien följde, var McNaughts första romaner unika. Hennes romaner introducerade hjälten först, snarare än hjältinnan. Till skillnad från den typiska Regency-boken, "en lätt och yster lek utan sex," var hennes romaner "intensivt sensuella och spirituella."  Boken är nu känd för att ha introducerat den genre som idag är känd som Regency Historical.  Whitney, My Love fångade innehållet i den traditionella Regency-romanen, men dess längd, sensualitet, och känslomässiga intensitet associerades mer med de traditionella historiska kärleksromanerna, som sällan var placerade i Regency-perioden.  Trots de många år det tog för att publicera berättelsen, blev den mycket framgångsrik, och dess succé influerade andra förlag att acceptera manus som var skrivna i samma stil.
I början av sin författarkarriär var McNaught en av väldigt få författare som skrev historiska kärleksromaner. Men 1985 hade genren ”exploderat”, och över 50 nya historiska kärleksromaner publicerades varje månad, många av dem var fullängdsromaner placerade i Regencytiden liksom McNaughts romaner. Trots sina år med succé inom genren historiska kärleksromaner, bytte McNaught 1990 till att skriva samtida kärleksromaner i förhoppningen att hon skulle ha bättre möjligheter att få sina verk att synas, på en marknad som var mindre mättad. I takt med att McNaughts karriär hade fortsatt att mogna, hade hon introducerat bitar av spänning i sitt författande.  Oberoende av genren, tenderade hennes böcker att innehålla händelser i snabb takt, med starka, lojala, hängivna och intelligenta hjältinnor och med rasistiska undertoner.
McNaught var en av de första författarna till kärleksromaner som fick multimiljondollarkontrakt och fick sina romaner utgivna i hårdband, som gav dem bättre möjligheter att recenseras av de större tidskrifterna.  Hon nådde New York Times Bestseller List för första gången 1988, och alla av hennes följande böcker har också placerat sig på listan.  Efter att en av hennes romaner hade placerat sig på New York Times bästsäljarlista för första gången, bad McNaught sitt förlag att ändra omslagen på de kommande upplagorna. I stället för de vanliga omslagen ville hon ha sina böcker i omslag med "klass".
I början av 1990-talet bad Coors Brewing henne att skriva en bok som skulle attrahera kvinnor och som skulle kunna användas av företaget för att göra reklam för sitt läs- och skrivkunnighetsprogram för kvinnor. Bestört över upptäckten att en av fem kvinnor var funktionell analfabet erbjöd McNaught sig att skriva om sitt nästan färdiga manuskript Perfect och sätta in ett läskunnighetstema. Ändringen i boken tog henne ytterligare sex veckor att göra. McNaught valde att ge en del av sina inkomster av boken till läskunnighetsprogram för kvinnor och insisterade på att varje bok skulle innehålla ett kort som gav läsarna information om hur de skulle donera pengar till skriv- och läskunnighetsprogram och hur de kunde bli handledare.
Hon var huvudtalare vid Romance Writers of America Conference 1996, och 1997 valde Texas Women's Monthly henne som en av sina fyra favoritförfattare, med John Grisham, Patricia Cornwell, och Dean Koontz. Hon har också fått Romantic Times Career Achievement Award och hade en bästsäljare nr 1 New York Times med den romantiska spänningsromanen Night Whispers.

## Privatliv
Eftersom McNaught en gång bodde i Saint Louis, Missouri, flyttade hon till Texas efter att ha blivit förtjust i Dallas under en bokturné.  Hennes tredje äktenskap, med Don Smith, en professionell golfspelare och ingenjör, avslutades i maj 1993. McNaught beskriver uppbrottet som lugnt och vänskapligt, och hon anordnade ett party för 160 vänner för att fira början på en ny fas i hennes liv.  Från 2007, har hon varit bosatt i Frisco, Texas.  McNaught är aktiv med välgörenhet för barn och i bröstcancerfrågor, och hon har nyligen börjat stödja kampanjer för läs- och skrivkunnighet.  Efter att ha skapat en subplot om läs- och skrivkunnighet i sin roman Perfect, bad McNaught förlaget att inkludera ett svarskort tillsammans med boken. Tack vare detta, har tusentals kvinnor som har läst boken ställt upp som frivilliga för att bli handledare och hjälpa människor att lära sig läsa.